# Anton Švajlen
Anton Švajlen (* 3. prosince 1937, Solčany) je bývalý slovenský fotbalista, brankář. Jeho syn Ľubomír Švajlen byl československým reprezentantem v házené.

## Fotbalová kariéra
Získal stříbrnou medaili na OH 1964 v Tokiu (nastoupil v jednom zápase). Za olympijský tým odehrál pět utkání. Ze reprezentační B-tým nastoupil ve 3 utkáních a dal 1 gól z penalty. Nikdy nehrál za reprezentaci. Hrál za Topoľčany, Trenčín, Prievidzu, Brezno a především za VSS Košice (1959–1975). Během třinácti ligových sezón odehrál 336 utkání. Za svou kariéru dal 11 gólů z penalt. V lize vychytal 125 utkání bez obdrženého gólu. V Poháru UEFA nastoupil ve 4 utkáních a dal 1 gól. Byl držitelem rekordu – nejvíce odehraných ligových utkání bez přerušení – 214 (překonal ho brněnský Rostislav Václavíček s 280) a nejvíce vstřelených ligových gólů brankářem.

## Ligová bilance
| Ročník                                   | Zápasy | Góly | Minuty | Nuly | Klub               |
| ---------------------------------------- | ------ | ---- | ------ | ---- | ------------------ |
| 1. československá fotbalová liga 1959/60 | 17     | 0    | –      | 6    | Jednota VSS Košice |
| 1. československá fotbalová liga 1963/64 | 25     | 0    | 2 205  | 8    | VSS Košice         |
| 1. československá fotbalová liga 1964/65 | 26     | 5    | 2 340  | 12   | VSS Košice         |
| 1. československá fotbalová liga 1965/66 | 26     | 1    | 2 340  | 11   | VSS Košice         |
| 1. československá fotbalová liga 1966/67 | 26     | 3    | 2 334  | 9    | VSS Košice         |
| 1. československá fotbalová liga 1967/68 | 26     | 0    | 2 340  | 9    | VSS Košice         |
| 1. československá fotbalová liga 1968/69 | 26     | 0    | 2 340  | 8    | VSS Košice         |
| 1. československá fotbalová liga 1969/70 | 30     | 0    | 2 700  | 16   | VSS Košice         |
| 1. československá fotbalová liga 1970/71 | 29     | 0    | 2 552  | 9    | VSS Košice         |
| 1. československá fotbalová liga 1971/72 | 30     | 0    | 2 700  | 16   | VSS Košice         |
| 1. československá fotbalová liga 1972/73 | 30     | 1    | 2 700  | 11   | VSS Košice         |
| 1. československá fotbalová liga 1973/74 | 30     | 0    | 2 610  | 8    | VSS Košice         |
| 1. československá fotbalová liga 1974/75 | 15     | 1    | 1 269  | 2    | VSS Košice         |
| CELKEM                                   | 336    | 11   | –      | 125  |                    |